# Hlavačov (hrad, Lužná)
Hlavačov (latinsky Castellum Vetus) byl královský hrad přechodného typu, který se nacházel nedaleko města Rakovník na katastru obce Lužná. Hrad zanikl pravděpodobně již v druhé polovině 13. století. Jeho zbytky jsou chráněny jako kulturní památka České republiky.
Na konci protáhlého zalesněného vrchu Hlavačově, který je vzdálený více než kilometr severně od Rakovníka, v nadmořské výšce kolem 400 m n. m. je možné nalézt valy a příkopy středověkého hradu někdy také nazývaného castellum vetus tedy Starý Hrádek. Původní jméno tohoto hradiska není zcela známo a termín Starý hrádek se objevuje v pramenech od poloviny 13. století.

## Historie
Na místě, kde ve třináctém století vznikl hrad, existovalo již ve starší době železné pravěké sídliště halštatské kultury. Archeologický výzkum hradu z něj v roce 1974 odkryl pozůstatky palisádového opevnění a prostor vydlážděný valouny. Nejstarší keramické střepy patří bylanské kultuře, která spadá do osmého až počátku šestého století př. n. l. Nejmladší keramika je kladena do pozdní doby halštatské. Vzhledem k neobvyklé poloze a způsobu opevnění se předpokládá, že zde nestálo hradiště, ale opevněný dvorec.

### Vznik hradu

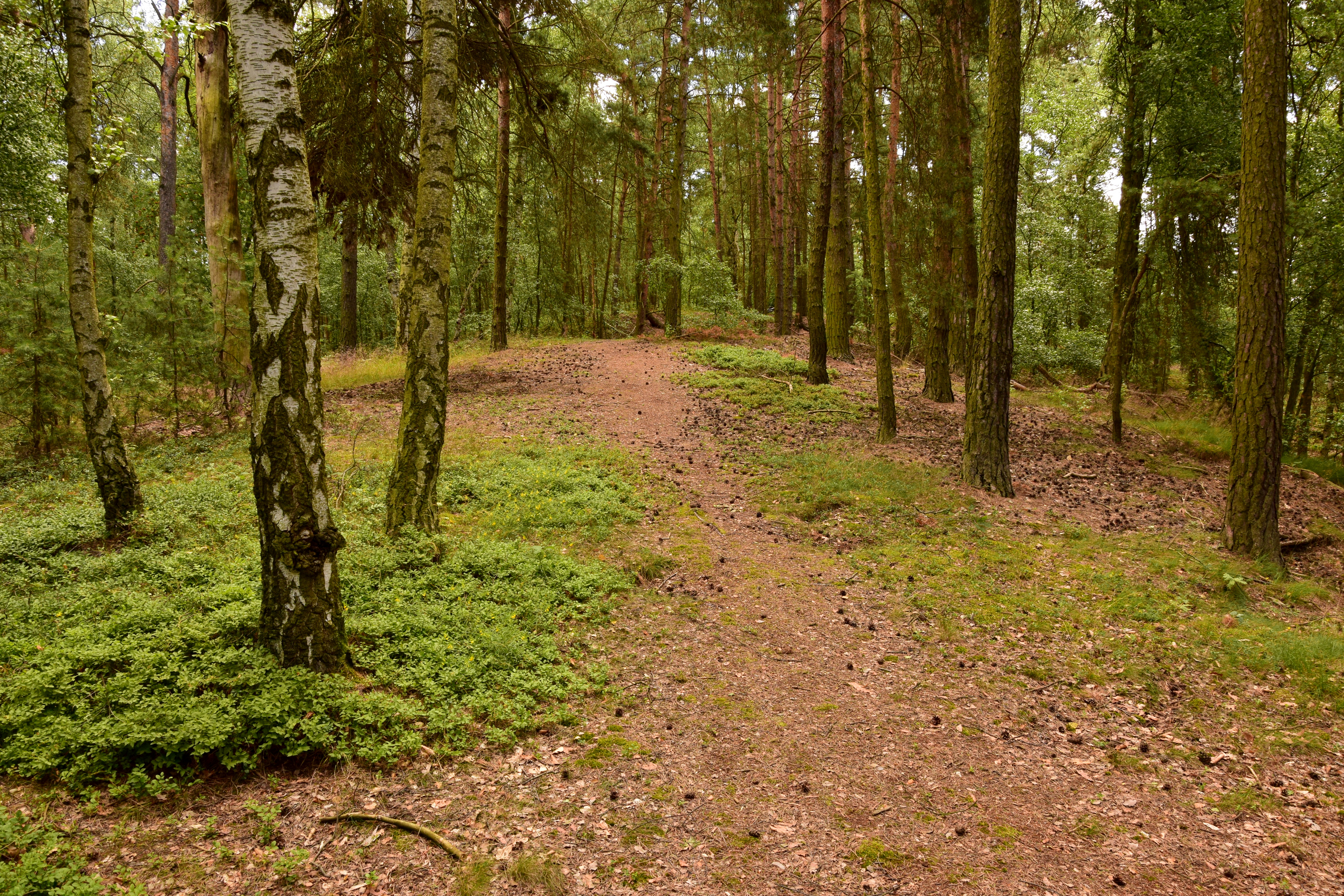
Plocha hradního jádra (třetí části hradu)

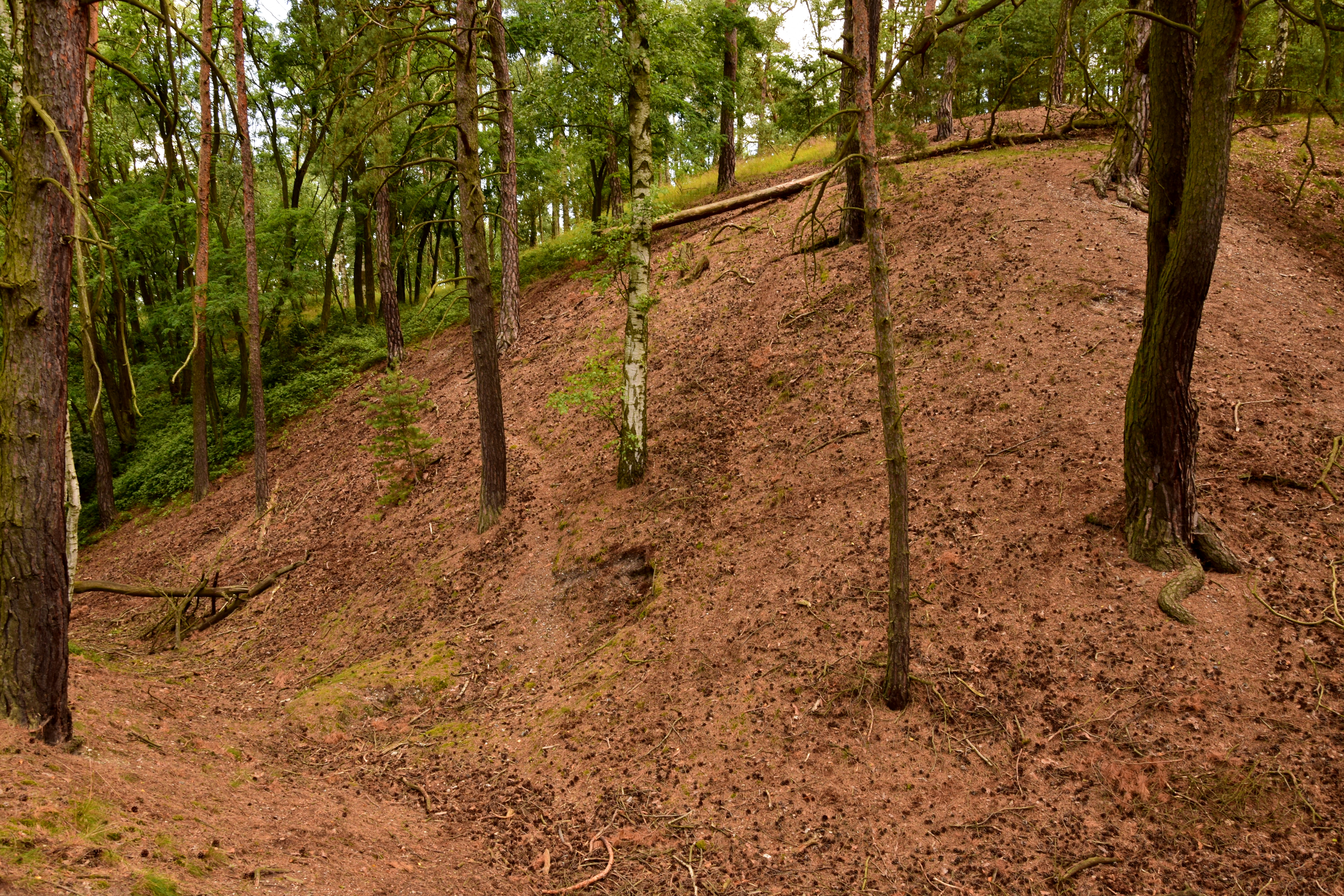
Vnitřní strana třetího příkopu (svah hradního jádra)

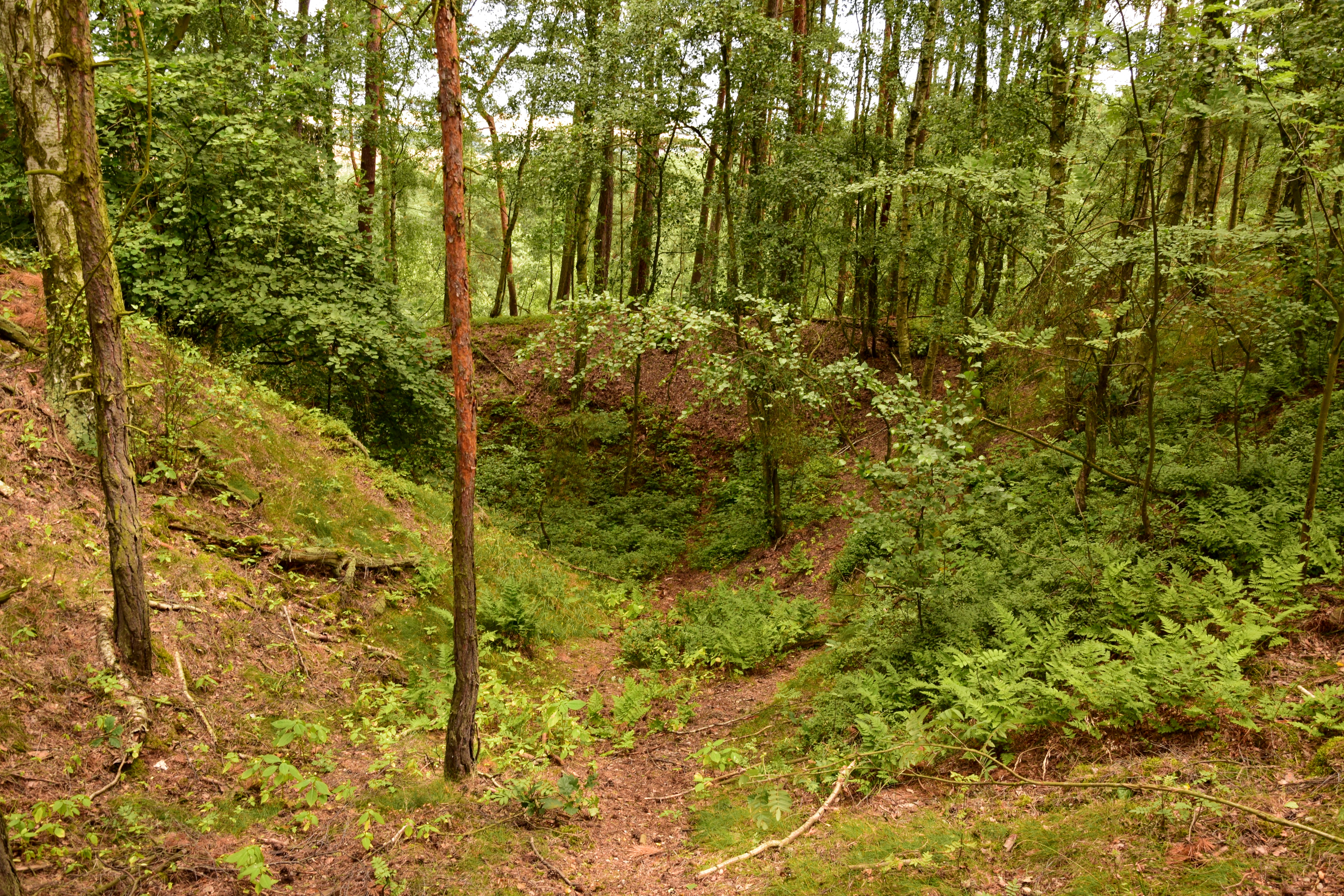
Třetí příkop na přístupové východní straně hradního jádra

Hradiště, zaniklé pravděpodobně již na konci 13. století se nacházelo na území tehdejšího Rokytenského kraje, který byl pojmenován dle říčky Rokytná (pozdějšího Rakovnického potoka). O Rokytensku se zmiňovaly již vyšehradské listiny z první poloviny 12. století a jeho území bylo prakticky totožné s pozdějším rakovnickým krajem, jehož centrem bylo od 13. století město Rakovník.
Není však zcela jasné, kde se nacházelo hradiště Rokytná, které plnilo funkci správního centra kraje. Historik Renner nevylučoval, že se mohlo jednat o hrad na vrchu Hlavačov.
Někteří historikové se rovněž domnívají že hradiště Rokytno stálo v sousedství vesnice Senomaty na soutoku Rakovnického potoka a Petrovického potoka. Toto místo bylo totiž již od nepaměti nazýváno „Na Hradišti“, avšak žádné známky opevnění zde doposud nebyly nalezeny. Území s rozlohou kolem 150 ha bylo podle historika Václava Kočky dvorcem hospodářským, avšak mohlo plnit i funkci správního střediska Rokytenského kraje. Původ tohoto dvorce není zcela znám a dle archeologických nálezů je možné, že tento dvorec existoval již od raného slovanského osídlení. Že se jednalo o opevněné hradiště však nelze zcela vyloučit, neboť toto prostranství mohlo být v průběhu staletí zcela překopáno. Je však jasné, že toto hradiště bylo již v první polovině 13. století pusté a funkci správního centra kraje plnil hrad castellum vetus.
Mezi hradem castellum vetus a nedalekým Křivoklátem jistě existovala určitá souvislost, avšak kdy a za jakých okolností tyto hrady vznikly není doposud známo. Je však pravděpodobné, že castellum vetus byl postaven ve dvanáctém, nejpozději na počátku 13. století, tedy ještě předtím, než byl založen Křivoklát. Jelikož se však královský hrad Křivoklát ve středověku běžně označoval jako Hrádek Křivoklát, což pravděpodobně vyjadřovalo protiklad původního mnohem rozsáhlejšího hradištního Křivoklátu, jehož poloha není doposud známa, nelze vyloučit, že původní Křivoklát stát právě na vrchu Hlavačov. O hradištním Křivoklátu se zmiňuje na počátku 12. století kronikář Kosmas.
Podle Tomáše Durdíka byl Hlavačov hradem přechodného typu, typově podobný nedalekému Angerbachu, tedy z dřevohlinitých hradeb a hrázděných budov s minimálním využitím kamene. Po archeologických výzkumech, které zde prováděl v roce 1974 usoudil, že se jednalo o jeden z nejrozsáhlejších hradů tohoto typu a že byl postaven zřejmě na počátku 13. století.
Je také možné, že zde mohlo být již raně středověké hradiště, na jehož místě byl později vystavěn hrad.
Podle existujících pramenů lze tedy tvrdit, že na vrchu Hlavačov byl rozsáhlý královský hrad s ústřední správní úlohou kraje, která byla později přenesena na hrad Křivoklát.

### Hrad v písemných pramenech
V historických pramenech se název Hlavačov vyskytuje až v souvislosti se zaniklým hradem, který stál na kopci, nesoucí od 14. století tento název. Jméno dostal podle mlynáře, bydlícího v jeho těsné blízkosti, jehož mlýn se nacházel pod vrchem a nesl název Červený mlýn.
Termín castellum vetus (Starý hrádek) se poprvé objevuje v listině vydané králem Václavem I. roku 1245. Ten zde potvrdil litomyšlskému klášteru jeho privilegia a později se na Hlavačov vrátil ještě několikrát. V roce 1250 vydal nařízení o postoupení vsi Chýnov biskupovi a o rok později postoupil klášteru waldsaskému patronát v Plané. V roce 1252 potvrdil Václav v Lišanech Vyšehradské kapitule kapli svatého Vavřince na Petříně. Jelikož v nedaleké vsi Lišany nebylo pro královskou družinu dostatek místa, nabízí se domněnka, že se jednalo právě o Hlavačov stojící přibližně o dva kilometry jižněji. V březnu 1253 byli na Hlavačově přítomni salcburský arcibiskup Filip, biskupové bamberský, řezenský, míšenský, pasovský, olomoucký a další páni, které zde Václav několik dní královsky hostil a ještě téhož roku v srpnu sem král zavítal naposledy měsíc před tím, než zemřel v Počaplech u Berouna (dnes součást Králova Dvora).
V roce 1255 navštívil Hlavačov Přemysl Otakar II., který zde nejprve potvrdil nadání kapli svaté Markéty a o pět let později zde udělil imunitu waldsaskému klášteru.
Poté se Hlavačov v pramenech již neobjevuje a je tedy možné, že byl vypálen již na sklonku vlády Přemysla Otakara II., nebo v následujícím neklidném období, kdy Čechy spravoval Ota Braniborský.
Samotný hrad již nikdy nebyl obnoven, neboť v té době stál již nově vystavěný Křivoklát, který převzal správní funkci rakovnického kraje a dalším důvodem byl fakt, že od 2. poloviny 13. století se stavěly hrady mohutnější a pískový svah tedy nebyl tím nejvhodnějším místem pro stavbu nového opevněného hradu. Kromě toho se v této době rozvíjel nedaleký Rakovník, tehdy již místo soudu, který rovněž převzal určitou správní úlohu, i když skutečným správním centrem kraje se stal již zmiňovaný hrad Křivoklát.

### Zánik hradu
Kdy a za jakých okolností tento hrad zanikl není doposud zcela jasné. Podle Tomáše Durdíka zanikl příčinou požáru někdy v 60. letech 13. století, tedy ještě za vlády Přemysla Otakara II. Jiní regionální badatelé a historici se domnívají, že zanikl v době šarvátek za Oty Braniborského na konci 70. let 13. století. Nejpozději však zanikl v polovině 14. století a na kopci zůstala pouze zřícenina hradu. Ta poté obrostla lesem a vrchu se od roku 1354 začalo říkat Hlavačov.
V 15. století se po něm nazývali rakovničtí jako Hlaváči a ve století šestnáctém se po něm nazývaly erbovní rodiny Rakovnické. Přibližně v té samé době, od roku 1515 se zde začal těžit kámen pro stavbu městského opevnění a již v první polovině 19. století nebylo po zdech ani památky.
Na novověkých mapách se označoval chybně jako Červený zámek, neboť se rozprostíral nad Červeným mlýnem a dle mínění A. Hebera stála na Hlavačově zřícenina ještě na přelomu 18. a 19. století. Tomu by odpovídalo vyobrazení Hlavačova v roce 1800. Pravost tohoto zobrazení je však většinou historiků zpochybňována.
Dnes se na místě zaniklého středověkého hradu nachází pouze stopy valů a příkopů, které byly navíc v minulosti několikrát narušeny amatérskými výkopy a především lámáním kamene. Z povrchových výzkumů a sběrů se na místě hradiště nalezlo několik předmětů, např. zdobené keramické nádoby, čepele nožů či železné podkovy.

## Stavební podoba
Rozsáhlý hrad se nacházel na konci skalního hřbetu nad Červeným potokem na ostrožně tvořené terciérními písky. Rozměry celého hradiska jsou přibližně 80 metrů šířky, 120 metrů délky a příkopy byly široké v průměru okolo 20 metrů.
Ostroh, který poskytoval výhled po dalekém okolí, vybíhá z planiny úzkým hřbetem, klesajícím k západu a v západní širší části se dále stáčí k severu. V místě, kde ostrožina dosahuje nejmenší šířky a odkud pozvolna stoupá, byla překopána příkopem a oddělena tak od ostatní planiny. Od tohoto příkopu se hřbet pozvolna rozšiřuje a dále stoupá k dalšímu příkopu, za kterým se již rozkládalo široké předhradí se strmými svahy.
Dvě předhradí opevňoval šíjový příkop a boční opevnění připomínající dnes zaniklou cestu.
Vnitřní hrad byl rozdělen na dvě části a byl obehnán hlubokým příkopem, před nímž byl zbudován mohutný val. Hlavní část vnitřního hradu byla přibližně 50 metrů dlouhá a 25 metrů široká, menší část byla dlouhá kolem 25 metrů a široká asi 21 metrů.
V okolí hradu se prakticky nevyskytoval stavební kámen, a tak museli stavitelé k opevnění využít místní písek. Po archeologických nálezech bylo zjištěno, že ohrazení zadního hradu bylo zbudováno především ze dřeva a z dovezené opuky na jižní, západní a severní straně, a mělo charakter valu s pískovým tělesem. Val byl vytvořen tak, že se postupně nasypávaly jednotlivé vrstvy písku, které se prolévaly řídkou maltou. Na takto vzniklý násep podivuhodných rozměrů byla postavena zídka z dovezené opuky.
Jelikož se do hradu mohlo dostat pouze po úzké šíji na skále, překopané zde do hlubokého příkopu, sloužil ke vstupu do hradu dřevěný most. Za ním pak stávaly vlastní obytné a užitkové stavby, většinou dřevěné. Stavební materiálem byla kromě dřeva také opuka a cihly s využitím malty. Všechny doposud zjištěné zbytky náležejí nízkým objektům, které zřejmě nepřevyšovaly samotné opevnění. Mohla zde být také románská kaplička či nízká věž, avšak tuto možnost žádné archeologické nálezy doposud nepotvrdily.
Již od 15. století byly zbytky hradu využívány jako zdroj stavebního materiálu pro nedaleký Rakovník, a proto je dnes velice obtížně provést rekonstrukci podoby hradu.
Dnes se na tomto místě nachází pouze terénní relikty s turistickou značkou, vnitřní plocha hradu byla kromě lámání kamene narušena také amatérskými výkopy na počátku 20. století a celý vrch je dnes porostlý stromy.